# Polona Batagelj
Polona Batagelj (* 7. Juni 1989 in Šempeter pri Gorici) ist eine ehemalige slowenische Radrennfahrerin, die im Straßenradsport aktiv war.

## Sportliche Laufbahn
Ihre größten Erfolge erzielte Batagelj auf nationaler Ebene. Von 2010 bis 2018 gewann sie neunmal in Folge die nationalen Meisterschaften im Straßenrennen, 2014 und 2015 auch im Einzelzeitfahren. Sie wurde  daraufhin wiederholt für Welt- und Europameisterschaften sowie die Europaspiele 2015 nominiert, blieb jedoch ohne vordere Platzierungen. Sie vertrat ihr Land bei den Olympischen Sommerspielen 2012 in London und 2016 in Rio de Janeiro, wo sie im Straßenrennen den 22. und 32. Platz belegte.
International trat Batagelj erstmals 2008 in Erscheinung. 2010, 2011 und 2013 war sie Mitglied im spanischen Team Bikaia-Durango, dazwischen eine Saison bei Diadora-Pasta Zara. Zur Saison 2014 wechselte Batagelj zum neu gegründeten slowenischen Frauenteam BTC City Ljubljana. Dort erzielte sie mit dem dritten Gesamtrang bei den Auensteiner Radsporttagen 2015 und dem vierten Platz beim Giro dell’Emilia Donne 2017 ihre besten Platzierungen auf internationaler Ebene.
Nach der Saison 2018 beendete Batagelj im Alter von 29 Jahren ihre Karriere im Radsport.

## Erfolge
2010
- Slowenische Meisterin – Straßenrennen

2011
- Slowenische Meisterin – Straßenrennen

2012
- Slowenische Meisterin – Straßenrennen

2013
- Slowenische Meisterin – Straßenrennen

2014
- Slowenische Meisterin – Straßenrennen und Einzelzeitfahren

2015
- Slowenische Meisterin – Straßenrennen und Einzelzeitfahren

2016
- Slowenische Meisterin – Straßenrennen

2017
- Slowenische Meisterin – Straßenrennen

2018
- Slowenische Meisterin – Straßenrennen